# Olesicampe monticola
Olesicampe monticola är en stekelart som först beskrevs av Hedwig 1938.  Olesicampe monticola ingår i släktet Olesicampe och familjen brokparasitsteklar. Inga underarter finns listade i Catalogue of Life.